# أنوشا سويتشاكورنبونج
أنوشا سويتشاكورنبونج (بالتايلندية: อโนชา สุวิชากรพงศ์)‏ (1976 في تايلاند - ) مخرجة أفلام، وكاتبة سيناريو، ومنتجة أفلام من تايلاند.

## روابط خارجية
- أنوشا سويتشاكورنبونج على موقع IMDb (الإنجليزية)
- أنوشا سويتشاكورنبونج على موقع ألو سيني (الفرنسية)
- أنوشا سويتشاكورنبونج على موقع أول موفي (الإنجليزية)
- أنوشا سويتشاكورنبونج على موقع قاعدة بيانات الفيلم (الإنجليزية)
- أنوشا سويتشاكورنبونج على موقع كينوبويسك (الروسية)